# Lechovice
Lechovice (en allemand : Lechwitz) est une commune du district de Znojmo, dans la région de Moravie-du-Sud, en République tchèque. Sa population s'élevait à 575 habitants en 2020.

## Géographie
Lechovice se trouve à 13 km à l'est-nord-est de Znojmo, à 46 km au sud-ouest de Brno et à 186 km au sud-est de Prague.
La commune est limitée par Stošíkovice na Louce au nord, par Oleksovice au nord-est, par Borotice à l'est et au sud-est, par Hodonice au sud-ouest, et par Práče à l'ouest.

## Histoire
La première mention écrite de la localité date de 1287.